# 랜드세일링

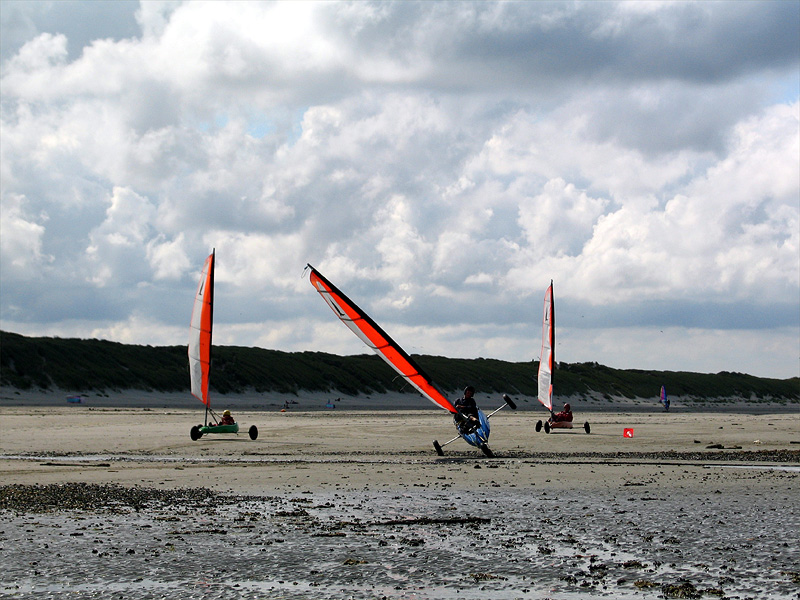
랜드세일링 경기 모습

랜드세일링(Land sailing)은 돛을 이용해 바람의 양력을 동력으로 하여 바퀴가 달린 요트를 움직여 질주하는 스포츠이다.

## 같이 보기
- 국제 랜드세일링 연맹